# Randia erythrocarpa
Randia erythrocarpa là một loài thực vật có hoa trong họ Thiến thảo. Loài này được Krug & Urb. miêu tả khoa học đầu tiên năm 1899.